# Виталь, Альбер Камиль
Альбер Камиль Виталь (фр. Albert-Camille Vital; родился 18 июля 1952 года) — бригадный генерал, премьер-министр Мадагаскара с 20 декабря 2009 по 28 октября 2011 года.
Образование получил в военной школе на Мадагаскаре, затем обучался в Высшем военном училище в Париже. В ходе государственного переворота в марте 2009 года не играл существенной роли и не выбрал ни одну из сторон.
20 декабря 2009 года президент Андри Радзуэлина назначил его премьер-министром страны.
Последние 11 лет он имел собственную охранную компанию и является нынешним председателем торгово-промышленной палаты.